# Neißeaue
Neißeaue és un municipi alemany que pertany a l'estat de Saxònia. Es troba a uns 10 km al nord de Görlitz i 10 km al sud-est de Niesky. Limita amb Rothenburg/O.L. al nord, Horka al nord-oest, Kodersdorf a l'oest, Schöpstal al sud-oest i Görlitz al sud. A l'est limita amb la ciutat polonesa de Pieńsk (Penzig).

## Districtes
| Nom alemany    | Nom sòrab | Població |
| -------------- | --------- | -------- |
| Deschka        | Deško     | 303      |
| Emmerichswalde |           | 11       |
| Groß Krauscha  | Krušow    | 350      |
| Kaltwasser     |           | 247      |
| Klein Krauscha | Krušowk   | 94       |
| Neu Krauscha   |           | 118      |
| Zentendorf     |           | 167      |
| Zodel          | Zadźěł    | 590      |
| Total          |           | 1880     |